# Зона пријатељства
Зона пријатељства (енгл. friend zone) је израз којим се у модерној популарној култури описују ситуације, односно однос две особе које су пријатељи, а од којих једна тај однос жели претворити у љубавну везу, а друга настоји задржати на чисто пријатељском нивоу, што зна створити низ неспоразума и неугодних ситуација. Израз се први пут користио у популарној америчкој ТВ-серији Пријатељи и захваљујући њој ушао у свакодневни говор. Најчешће се користи за мушко-женске односе, односно ситуације у којима се мушкарац заљуби у своју блиску пријатељицу, а његова љубав остане неузвраћена.